# 森林地域狭軌線
森林地域狭軌線（しんりんちいききょうきせん、ドイツ語: Waldviertler Schmalspurbahnen）は、ニーダーエスターライヒ旅客鉄道の鉄道線の名称である。路線番号は、グミュント以南が801、以北が802。

## 運行形態
夏季（5～10月）のみ運行され、冬季は全列車が運休する。全て各駅停車。区間毎に運転系統が分かれる。
- グミュント - グロス・ゲールンクス間[1]
一日1往復の運行。水・日曜日は一日2往復の運行となる。水曜日の1往復および土曜日は、旧型客車での運行となり、毎月第1・第3土曜日は蒸気機関車を連結する。
2019年以前は、ゲールンクス方面行のみ、週4日（月・火・木・金）リチャウ始発となっていた。また、水曜日は一日1往復、旧型客車のみの運行であった。

- グミュント - リチャウ間[2]
水・金・土・日曜日は一日2往復、月・火・木曜日は一日1往復の運行。水曜日の1往復および日曜日は、旧型客車での運行となり、毎月第1・第3日曜日は蒸気機関車を連結する。
過去の運行形態
2019年以前は、水曜日3往復、金曜日1往復の運行であった。また、グミュント方面行のみ、週4日（月・火・木・金）グロス・ゲールンクスまで直通していた。
2020年度より、グロス・ゲールンクスへの直通を取りやめた。
2022年度より、水曜日が一日2往復に減便された。
2023年度より、金曜日が一日2往復に増便された。

- ヴァッケルシュタイン・エクスプレス号：アルトナゲルベルク - ハイデンライヒシュタイン間[2]
週3日（水・土・日）のみ、3往復の運行。

## 駅一覧
以下では、ニーダーエスターライヒ旅客鉄道801,802号線の駅と営業キロ、停車列車、接続路線などを一覧表で示す。なお、全て各駅停車である。

### リチャウ - グロス・ゲールンクス間
| 路線名 | 駅名                                               | 駅間営業キロ | 累計営業キロ | 接続路線                     | 所在地                   | 所在地         |
| ------ | -------------------------------------------------- | ------------ | ------------ | ---------------------------- | ------------------------ | -------------- |
| 802    | リチャウ駅                                         | -            | -25.3        |                              | ニーダーエスターライヒ州 | グミュント郡   |
| 802    | シェーナウ・ドルフヴィアト駅                       | 1.2          | -24.1        |                              | ニーダーエスターライヒ州 | グミュント郡   |
| 802    | ブラント・バイ・リチャウ駅                         | 8.7          | -15.4        |                              | ニーダーエスターライヒ州 | グミュント郡   |
| 802    | アルトナゲルベルク駅                               | 4.2          | -11.2        | ハイデンライヒシュタイン方面 | ニーダーエスターライヒ州 | グミュント郡   |
| 802    | ノイナゲルベルク駅                                 | 2.8          | -8.4         |                              | ニーダーエスターライヒ州 | グミュント郡   |
| 802    | ブライテンゼー・キンダーヴァークシュタト駅         | 2.1          | -6.3         |                              | ニーダーエスターライヒ州 | グミュント郡   |
| 802    | グミュント駅                                       | 6.1          | -0.2         | 800号線                      | ニーダーエスターライヒ州 | グミュント郡   |
| 801    | ディートマンス駅                                   | 4.1          | 3.9          |                              | ニーダーエスターライヒ州 | グミュント郡   |
| 801    | アルト・ヴァイトラ駅                               | 5.9          | 9.8          |                              | ニーダーエスターライヒ州 | グミュント郡   |
| 801    | ヴァイトラ駅                                       | 4.3          | 14.1         |                              | ニーダーエスターライヒ州 | グミュント郡   |
| 801    | ザンクト・マーティン・バイ・ヴァイトラ駅           | 7.3          | 21.4         |                              | ニーダーエスターライヒ州 | グミュント郡   |
| 801    | シュタインバッハ・バト・グロス・ペアトホルツ駅(*1) | 2.7          | 24.1         |                              | ニーダーエスターライヒ州 | グミュント郡   |
| 801    | アプシュラク駅(*2)                                 | 2.2          | 26.3         |                              | ニーダーエスターライヒ州 | グミュント郡   |
| 801    | ブルーダーンドルフ駅                               | 5.6          | 31.9         |                              | ニーダーエスターライヒ州 | ツヴェットル郡 |
| 801    | ランクシュラク駅                                   | 4.2          | 36.1         |                              | ニーダーエスターライヒ州 | ツヴェットル郡 |
| 801    | グロス・ゲールンクス駅                             | 7.0          | 43.1         |                              | ニーダーエスターライヒ州 | ツヴェットル郡 |

(*1) 2016年以前の駅名は、「シュタインバッハ・グロスペアトホルツ」。

(*2) 2016年以前の駅名は、「アプシュラク・ファスルドルフ」。

### アルト・ナゲルブルク - ハイデンライヒシュタイン間
| 路線名 | 駅名                                                   | 駅間営業キロ | 累計営業キロ | 接続路線                       | 所在地                   | 所在地       |
| ------ | ------------------------------------------------------ | ------------ | ------------ | ------------------------------ | ------------------------ | ------------ |
| 802    | アルト・ナゲルベルク駅                                 | -            | 0.0          | リチャウ方面、ゲールンクス方面 | ニーダーエスターライヒ州 | グミュント郡 |
| 802    | アルト・ナゲルベルク居館駅                             | 0.4          | 0.4          |                                | ニーダーエスターライヒ州 | グミュント郡 |
| 802    | アルト・ナゲルベルク・エアゴ駅                         | 0.7          | 1.1          |                                | ニーダーエスターライヒ州 | グミュント郡 |
| 802    | ランゲク・バイ・シュレムス駅                           | 5.4          | 6.5          |                                | ニーダーエスターライヒ州 | グミュント郡 |
| 802    | アールファンク駅                                       | 1.7          | 8.2          |                                | ニーダーエスターライヒ州 | グミュント郡 |
| 802    | クラインペアトホルツ・バイ・ハイデンライヒシュタイン駅 | 3.8          | 12.0         |                                | ニーダーエスターライヒ州 | グミュント郡 |
| 802    | ハイデンライヒシュタイン・沼地博物館駅                 | 0.5          | 12.5         |                                | ニーダーエスターライヒ州 | グミュント郡 |
| 802    | ハイデンライヒシュタイン駅                             | 0.7          | 13.2         |                                | ニーダーエスターライヒ州 | グミュント郡 |